# Cuckmere
La Cuckmere est un fleuve d'Angleterre qui naît sur les pentes sud du Weald, près de Heathfield (Sussex de l'Est), et termine sa course dans la Manche. Son nom provient probablement d'une expression du vieil anglais signifiant « écoulement rapide » (fast-flowing). En effet, le cours d'eau possède une forte dénivellation (100 m) sur ses quatre premiers milles (6,4 km).

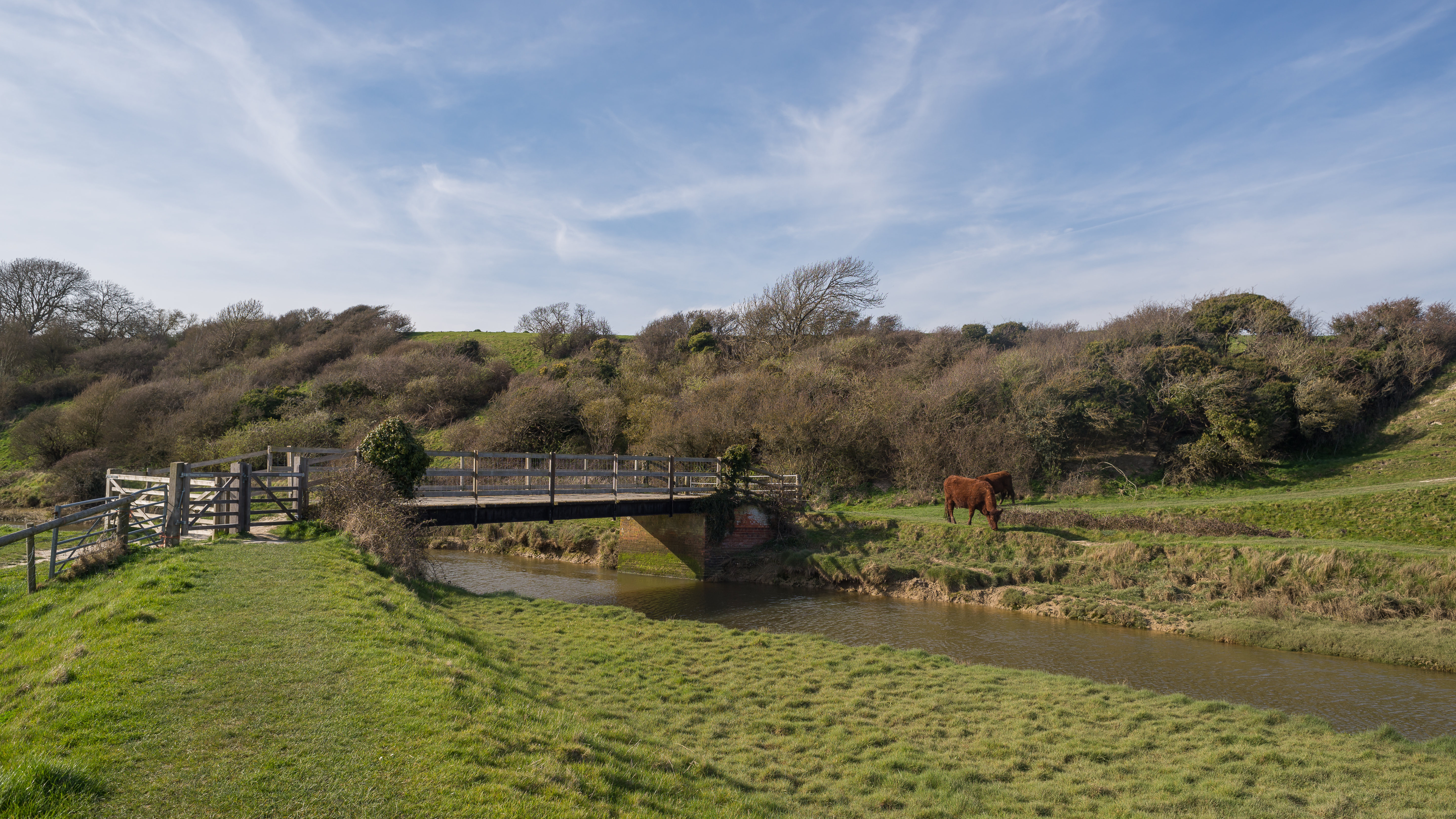
La rivière Cuckmere dans le Wealden. Avril 2018.

## Géographie
Son lit principal débute à Hellingly et, après avoir traversé le Low Weald, la Cuckmere traverse South Downs dans sa propre vallée (en). Elle rejoint la Manche à Cuckmere Haven (en), entre Seaford et les Seven Sisters.
La partie la plus basse de son parcours dans son lit majeur est marquée par des méandres bien connus,. Quant à elle, la Cuckmere Valley Nature Reserve est située dans l'estuaire de la rivière. 

## Affluents
La rivière possède plusieurs affluents en extrême-amont, le principal étant la rivière Bull.

## Hydrologie
Son régime hydrologique est dit pluvial océanique.

## Aménagements et écologie
La vallée est considérée comme un site d'intérêt scientifique particulier et pourrait éventuellement faire partie d'un parc national.